# Білорусь-24
Білору́сь-24 (біл. Беларусь-ТБ) — державний некомерційний супутниковий телеканал. Канал входить в структуру Національної державної телерадіокомпанії Республіки Білорусь і покликаний забезпечувати інформаційний зв'язок етнічних білорусів з історичною батьківщиною.
Мова передач каналу змішана: як білоруська, так і російська.

## Історія
Вперше вийшов у ефір 1 лютого 2005 року.
Цілями, поставленими при створенні телеканалу «Білорусь-ТБ», були: розширення білоруської інформаційної присутності на пострадянському просторі та у світі, формування позитивного іміджу та зміцнення авторитету країни на міжнародній арені.
Транслюється в кабельних мережах міст: Москви, Санкт-Петербургу, Рославля і Єкатеринбурга.

## Мовлення
Канал має договори на ретрансляцію з 335 кабельними операторами в 246 містах 12 держав світу . Сумарна аудиторія телеканалу за оцінками головного директора головної дирекції «Білорусь-ТБ» становить близько 4,5 млн осіб, в тому числі близько 700 тис. росіян в 80 містах — Москві, Санкт-Петербурзі, Самарі, Новгороді, Владимирі, Рязані, Саратові, Смоленську, Тулі, Уфі, Іваново та інших.

З 2011 року планується запуск телеканалу на супутниковій платформі «НТВ-Плюс» у складі пакету «Співдружність». 
З 10 червня 2021 року, згідно рішення Національної ради України з питань телебачення та радіомовлення, ухвалено рішення щодо вилучення телеканалу «Беларусь 24», що має юрисдикцію Республіки Білорусь, з Переліку іноземних програм, зміст яких відповідає вимогам Європейської конвенції про транскордонне телебачення і законодавства України. Підставою для заборони телеканалу «Беларусь 24» в Україні став показ в його ефірі програм за участю акторів, внесених Міністерством культури та інформаційної політики України до переліку осіб, які загрожують національній безпеці України.

## Програми
- «24 питання. Об'єктив-конференція (12 +)»
- «Митний союз (12 +)»
- «Секрет фірми (6 +)»
- «АРТиШОК (6+)»
- «Гаманець і життя (12 +)»
- «Білоруська кухня (6 +)»
- «Реальна дипломатія (12 +)»
- «Білорусь LIFE (12 +)»
- «Здоров'я (6 +)»
- «Наші (6 +)»
- «Земля білоруська (0 +)»
- «Доля гігантів (12 +)»
- «Terra incognita. Білорусь невідома (6 +)»
- «Відеоенциклопедія Білорусі (6 +)»
- «Під грифом „Відомі“ (6 +)»
- «Завтра — це ми! (0 +)»
- «Журналістське розслідування (12 +)»
- «Навколо планети (12 +)»
- «XXL WOMAN TV (12+)»
- «Все гаразд (6 +)»
- «Лікарські таємниці з доктором А. Терещенко (12 +)»
- «Про їжу (6 +)»
- «Дача (6 +)»
- «Вечір важкого дня (12 +)»